# Kapteyn-csillag

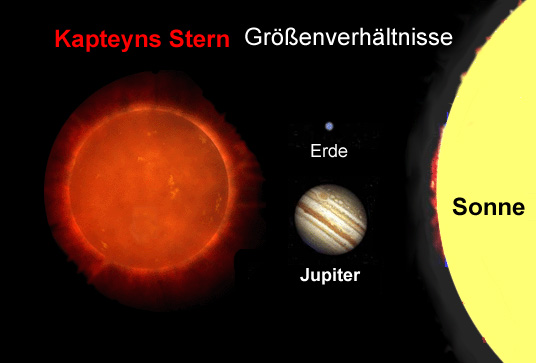
A Kapteyn-csillag (balra) hozzávetőleges mérete a Naphoz (jobbra) viszonyítva. Középen a Jupiter (alul) és a Föld látható (fent)

A Kapteyn-csillag a Földtől 13 fényév távolságra, a Festő csillagképben található.
Két exobolygóval rendelkezik, amiket 2014-ben fedeztek fel.
Feltételezések szerint a csillag és bolygói mintegy 11,5 milliárd évesek, vagyis ezek a legöregebb exobolygók. A csillagászok korábban úgy gondolták, hogy az Univerzum kialakulásának ebben a korai szakaszában még nem állt rendelkezésre megfelelő mennyiségű nehéz kémiai elem egy ilyen bolygórendszer kialakulásához.

## Leírása
A Kapteyn-csillag egy M1-színképosztályú vörös törpe (a színképosztálya sdM1, ami azt jelzi, hogy luminozitása a fősorozatbeli M1 csillagokénál gyengébb). A Hipparcos asztrometriai műhold parallaxison alapuló mérései szerint a csillag távolsága 12,76 fényév. Az égitest a második legnagyobb sajátmozgással rendelkező csillag az égbolton a Barnard-csillag után.
A Naprendszerhez mintegy 10 800 évvel ezelőtt 7 fényév távolságra került, azóta távolodik tőle. A csillag mérete és tömege a Napénak egyharmada-egynegyede (a különböző mérési módszerek kissé eltérő eredményt adnak). Felszíne sokkal hidegebb, mindössze 3500 kelvin.
BY Draconis típusú változócsillag, azonosítója VZ Pictoris. Luminozitása a kromoszféra mágneses aktivitásától függően változik, ami konkrétan azt jelenti, hogy a csillag felszínén lévő napfoltok a csillag forgása miatt hol látszanak a Földről, hol meg nem.
A Tejútrendszerhez képest retrográd irányban kering. A csillag valamikor az Omega Centauri (NGC 5139) gömbhalmaz tagja volt (amiről úgy gondolják, hogy egy törpegalaxis maradványa, ami összeütközött a Tejúttal, és e folyamat során került át a Kapteyn-csillag a Tejútba).

## Története
A Kapteyn-csillag a nevét felfedezője, Jacobus Kapteyn holland csillagász után kapta, aki a 19. század végén, 1898-ban azonosította. Jacobus Kapteyn csillagtérképeket és fényképlemezeket hasonlított össze, amikor észrevette a nagyon gyorsan mozgó csillagot, aminek elmozdulása több volt mint 8 ívmásodperc évente. Abban az időben ez a csillag volt a legnagyobb sajátmozgással rendelkező égitest, ezzel maga mögé utasította a Groombridge 1830 csillagot, ami addig az első helyen állt. A Barnard-csillag 1916-os felfedezésével a Kapteyn-csillag lett a második leggyorsabb csillag, és ezt a helyet azóta is tartja.

## Megfigyelése
Mivel látszó fényessége közel 9 magnitúdó, ezért binokulárral vagy kisebb távcsővel is látható, elsősorban a Föld déli féltekéjéről.

## Bolygórendszere
2014-ben a Földnél nagyobb bolygókat mutattak ki a csillag körül az Európai Déli Obszervatórium (ESO) chilei La Silla nevű csillagvizsgálójának mérései alapján a londoni Queen Mary Egyetem csillagászai. A két exobolygó a felfedezés sorrendjében a Kapteyn b és Kapteyn c nevet kapta. A Kapteyn b a lakható zónában kering, keringésideje 48,6 nap, tömege 4,5 földtömeg. A Kapteyn c 121,5 nap alatt kerüli meg a csillagot, tömege 7 földtömeg. A keringési idők közel vannak az 5:2 rezonancia-értékhez (2,5 és 2,52).
A bolygókat Doppler-effektus hatásának elemzésével mutatták ki, amit a két bolygó gravitációja a központi csillagára gyakorol, amivel kismértékben kimozdítják a pozíciójából.
Az adatokat a HARPS spektrográf mérései szolgáltatták (Chile), amiket megerősítettek a Planet Finding Spectrograph mérései a Magellan/Las Campanas Obszervatóriumban (Chile) és a HIRES instrument mérései a Keck Obszervatóriumban (Hawaii).

## Fordítás
- Ez a szócikk részben vagy egészben  a   Kapteyn's Star című angol Wikipédia-szócikk fordításán alapul.  Az eredeti cikk szerkesztőit annak laptörténete sorolja fel. Ez a jelzés csupán a megfogalmazás eredetét és a szerzői jogokat jelzi, nem szolgál a cikkben szereplő információk forrásmegjelöléseként.